# Bobby Julich

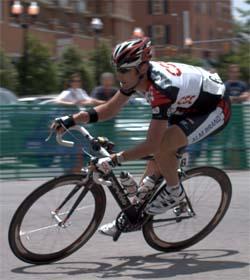
Bobby Julich em 2005.

Robert Julich, (Corpus Christi, 18 de novembro de 1971) conhecido como Bobby Julich é um ex-ciclista profissional estado-unidense que competia em provas de ciclismo de estrada e que se aposentou em 2008, quando era membro da equipe Team CSC. Ele fez sua estreia internacional com a terceira colocação no Tour de France de 1998, mas desde então tem trabalhado principalmente como gregário. Ele é um bom contrarrelogista, tendo ganho a medalha de bronze nesta modalidade nos Jogos Olímpicos de Verão de 2004, que, combinada com sua versatilidade, lhe permitiu vencer várias etapas em provas do circuito internacional. Anunciou sua aposentadoria em setembro de 2008.
Ele atualmente trabalha como diretor técnico para a equipe Team Saxo Bank (antiga Team CSC).